# Thomas-Simon Gueullette
Pour les articles homonymes, voir Gueullette.
Thomas-Simon Gueullette, né le 2 juin 1683 à Paris, où il est mort le 23 décembre 1766, est un dramaturge, conteur, juriste, érudit et homme de lettres français.

## Biographie
Avocat au Châtelet de Paris, puis substitut du procureur du roi, Gueullette a assisté aux grands événements qui bouleversèrent la vie judiciaire de Paris à partir des années 1750 : l’exil des parlementaires entre mai 1753 et août 1754, l’attentat contre le roi et l’écartèlement de Damiens en place de Grève en mars 1757, et les grands scandales judiciaires de Calas et Sirven en 1762 et de La Barre en 1766. Fasciné par les affaires criminelles, sa collection de toutes les pièces judiciaires disponibles fait de lui une sorte d’historiographe du criminel et du condamné.
Également bibliophile et un collectionneur qui recueillit de nombreux placards et journaux de son temps. Ses nombreux travaux sur le Théâtre-Italien, conservés en manuscrits, ont servi de base aux frères Parfaict pour rédiger leur imposante Histoire de l'ancien Théâtre Italien .
Gueullette est connu surtout par la publication de nombreux contes d’un caractère amusant et d’une forme agréable : les Soirées bretonnes, nouveaux contes de fées (Paris, 1712, in-12) ; les Mille et un Quarts-d’heure, contes tartares (Ibid., 1715, 2 vol. in-12 ; 1753, 3 vol. in-12) ; les Aventures merveilleuses du mandarin Fum-Hoam, contes chinois (Ibid., 1723, 2 vol. in-12) ; les Sultanes de Guzarate, contes mogols (Ibid., 1732, 3 vol. in-12) ; les Mille et une Heures, contes péruviens (Amsterdam, 1733, 2 vol. in-12).
Il est l'auteur de plus de soixante pièces de théâtre. Il a fait représenter au Théâtre-Italien un assez grand nombre de pièces, dont quelques-unes eurent du succès : La vie est un songe en 1717 dont il fut le traducteur, Arlequin-Pluton (1719) ; le Trésor supposé, en trois actes (s. d.) ; l’Horoscope accompli (1727), etc.
Il a donné comme éditeur : Histoire du petit Jehan de Saintré (1724, 3 vol. in-12) ; Essais de Montaigne (1725, 3 vol. in-4°) ; Œuvres de Rabelais (1732, 6 vol. in-8°) ; Pathelin, par Pierre Blanchet (1748, in-12), etc.
La bibliothèque de l’Arsenal possède neuf volumes de ses manuscrits. Son petit-fils Charles a procédé à une réédition érudite de ses parades.

## Œuvres

### Romans et contes
- Les Soirées bretonnes, Paris, Saugrain, 1712, XII-371 p.
- Les mille et un quart-d'heure. Contes tartares, ornés de figures en tailles-douces, La Haye, Henri du Sauzet, 1715-1717, 4 vol. ; réédition, Paris, Guillaume Saugrain, 1730, 3 vol Tome 1 en ligne ; Tome 2 en ligne ; Tome 3 en ligne.
- Les avantures merveilleuses du mandarin Fum-Hoam, contes chinois, ornées de figures en taille-douce Paris, Denis Mouchet, 1723,2 vol. ([18]-364 p. ; [2]-337-[11] p.)
- Les Sultanes de Guzarate, ou Les songes des hommes éveillés. Contes mogols, Paris, Pierre Prault, 1732, 3 vol. Tome 1 en ligne ; Tome 2 en ligne ; Tome 3 en ligne.
- Mémoires de Mademoiselle Bontemps ou de la comtesse de Marlou, Amsterdam, J. Catuffe, 1738, VIII-438 p.

### Théâtre
- Arlequin-Pluton : comédie inédite en 3 actes - créée le 19 janvier 1719, - Paris : Librairie des bibliophiles, 1879, XXI-83 p. Lire en ligne sur Gallica.
- L'Amour précepteur. Comédie en trois actes - créée le 25 juillet 1726, Paris, Comédiens italiens - Paris, Flahault, 1726, [4]-112 p.
- L'Horoscope accompli, comédie - créée le 6 juillet 1727, Paris, Comédiens italiens - Paris, Briasson, 1729, 60 p.
- Les Deux biscuits, tragédie, traduite de la langue que l'on parlais jadis au royame d'Astrakan et mise depuis peu en vers françois, Astrakan, chez un Libraire, 1752, 27 p.
- La Confiance des cocus (1756)
- Les Fausses envies, parade inédite, Paris, Librairie des bibliophiles, 1878, XXIV-67 p.

### Éditeur scientifique
- Théâtre des boulevards, ou Recueil de parades, Mahon, Gilles Langlois, 1756, 3 vol.

par T.-S. Gueulette, d'après Barbier